# Dorothy Shirley
Dorothy Ada Shirley, coniugata Emerson (Manchester, 15 maggio 1939), è un'ex altista britannica, vincitrice della medaglia d'argento ai Giochi olimpici di Roma nel 1960.

## Biografia
A Roma alle olimpiadi del 1960 nel salto in alto giunse in seconda posizione venendo battuta da Iolanda Balaș (medaglia d'oro) e pareggiando in altezza con la polacca Jarosława Jóźwiakowska.
Ai Giochi del Commonwealth del 1966 vinse una medaglia d'argento. Ai campionati europei di atletica leggera del 1958 vinse una medaglia di bronzo.

## Palmarès
| Anno | Manifestazione              | Sede | Evento        | Risultato | Prestazione | Note |
| ---- | --------------------------- | ---- | ------------- | --------- | ----------- | ---- |
| 1960 | Giochi della XVII Olimpiade | Roma | Salto in alto | Argento   | 1,71        |      |